# Nicole Shields
Nicole Shields (Invercargill, 9 de setembro de 1999) é uma ciclista neozelandesa.

## Início da vida
Ela cresceu em Clyde, Nova Zelândia e estudou na Dunstan High School em Central Otago. Shields era membro do esquadrão de desenvolvimento sub-17 da Nova Zelândia. Em abril de 2015, ela se tornou a primeira ciclista em 20 anos a vencer dois contra-relógios consecutivos e corridas de rua no campeonato nacional de clubes da Nova Zelândia.

## Carreira
Ela foi membro das equipes de perseguição de 4000m da Nova Zelândia que ganharam pratas no Campeonato Mundial de Ciclismo de Pista Júnior da UCI de 2016 na Suíça e no Campeonato Mundial de Ciclismo de Pista Júnior da UCI de 2017 na Itália.
Shields venceu o Individual Pursuit Track Nationals da Nova Zelândia e o Team Pursuit no Campeonato da Oceania no nível U19. Ela assinou com a equipe de ciclismo DNA Pro Cycling em outubro de 2019. Naquele ano, ela fez parte da equipe da Nova Zelândia que venceu a perseguição feminina de 4000m na terceira rodada da Copa do Mundo de Ciclismo em Pista da UCI em Hong Kong em 2019. Na Copa do Mundo, ela também fez parceria com Jessie Hodges para ser vice-campeã no evento Madison.
Ela participou da perseguição em equipe da Nova Zelândia que estabeleceu um recorde de todos os competidores da Nova Zelândia no Campeonato de Ciclismo de Pista da UCI Oceania em Cambridge, Nova Zelândia, em fevereiro de 2024. Ela fez parte da perseguição em equipe da Nova Zelândia que venceu o evento da Copa das Nações da UCI em Hong Kong em março de 2024.
Ela foi selecionada para representar a Nova Zelândia nos Jogos Olímpicos de Verão de 2024 em Paris.